# 伏見稲荷駅

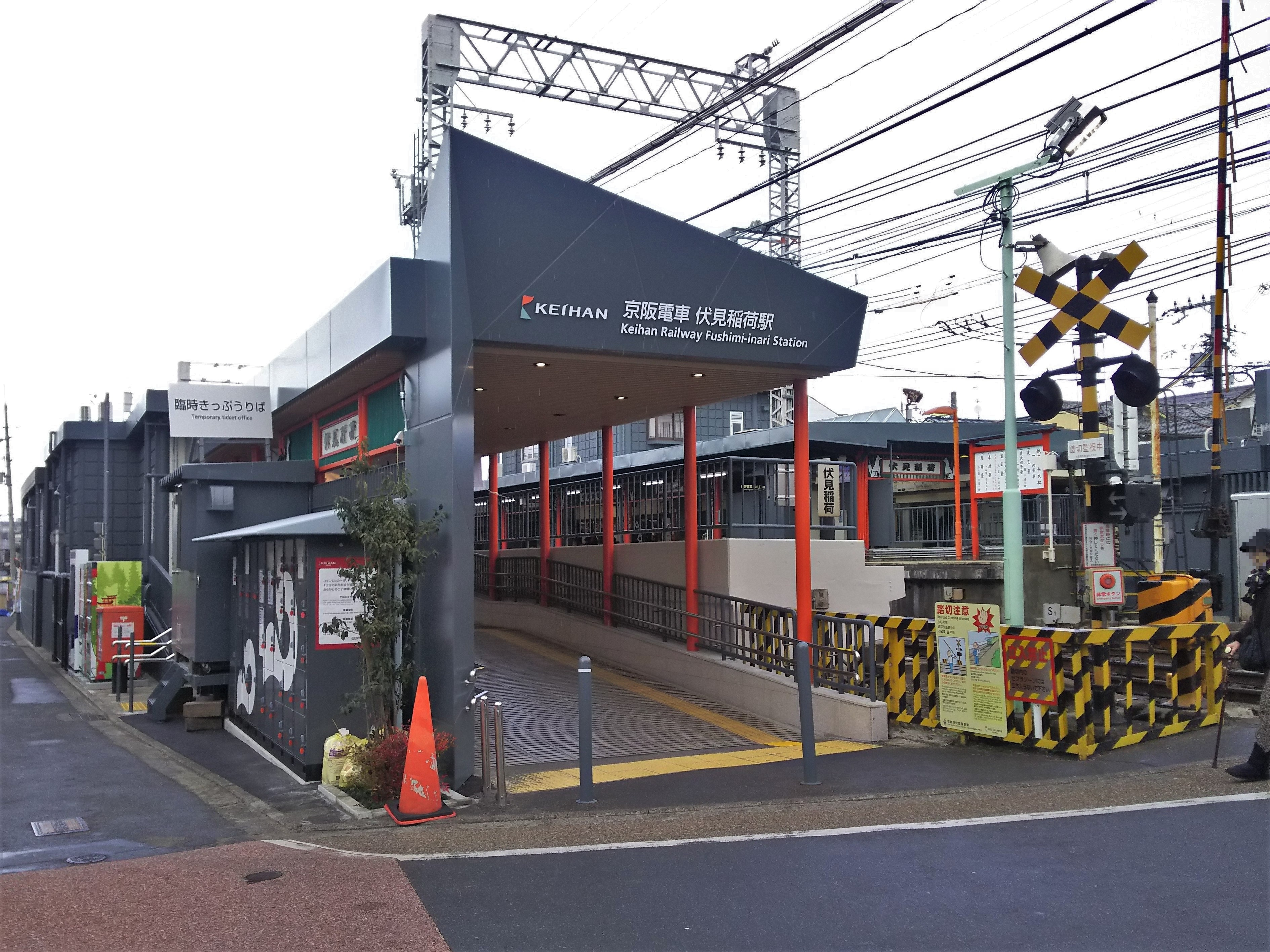
出町柳方面駅舎（2017年12月）

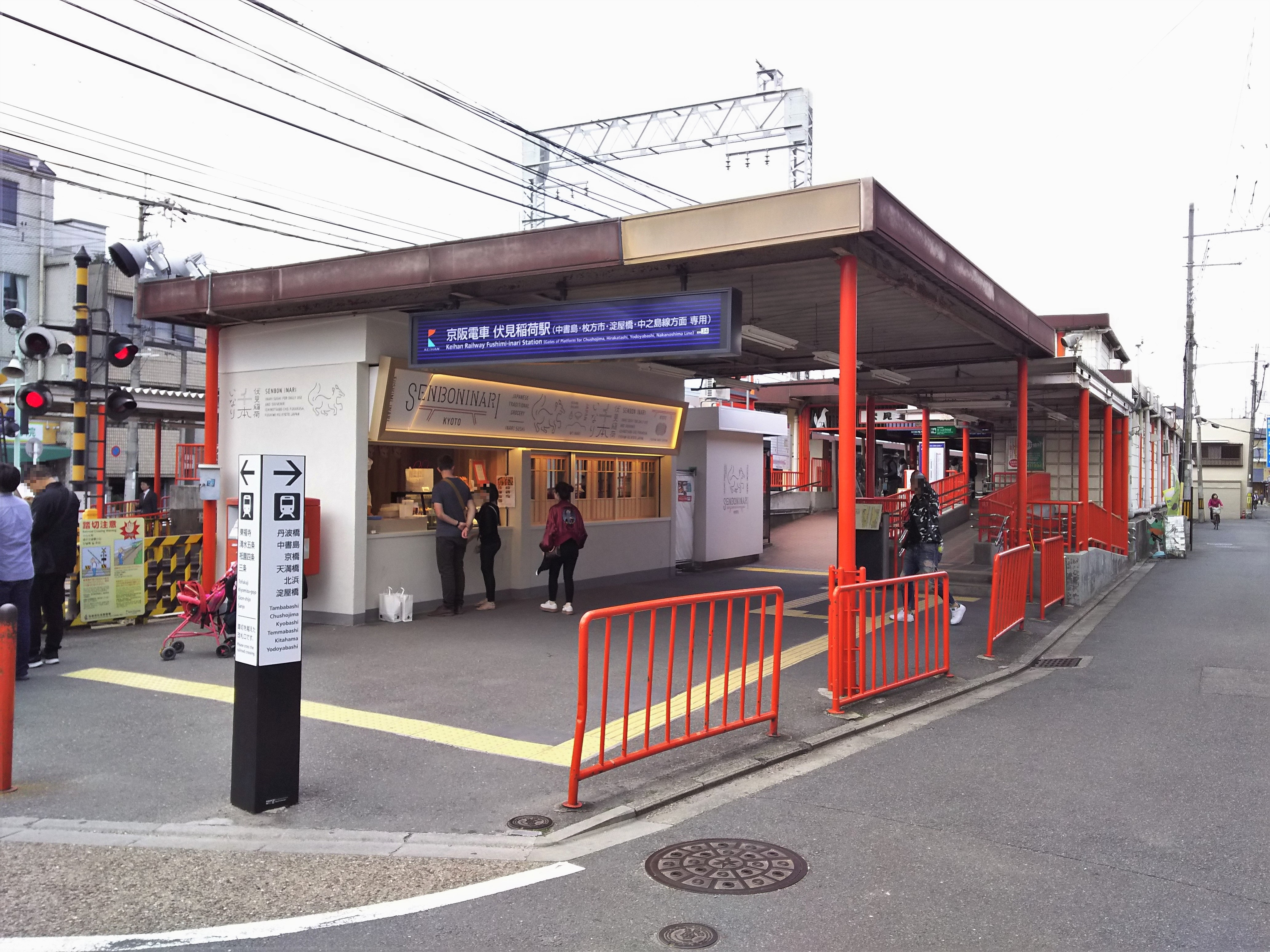
リニューアル前の淀屋橋方面駅舎（2017年4月）

伏見稲荷駅（ふしみいなりえき）は、京都府京都市伏見区深草一坪町にある、京阪電気鉄道京阪本線の駅。駅番号はKH34。

## 概要
京阪電鉄における伏見稲荷大社の最寄り駅である（徒歩5分程度）。
以前は利用客は少なく静かな駅であったが、近年は外国人をはじめとする伏見稲荷大社への参拝客の増加で利用客が急増している。
急行は現在より停車駅数が大幅に少なかった頃から停車しているが、当駅に停車する急行の運転は午前中・夕方（出町柳行き）・夜間（淀方面行き）のみであり、主な停車列車は通勤準急以下の種別に限られる。ただし、毎年正月3が日では参拝客輸送を重視するため、急行を15分間隔で終日運転する正月ダイヤを編成して利便性を確保している。なお、当駅への特急の臨時停車は例年行われていない。
また、JR奈良線稲荷駅でも同様に、正月三が日及び1月4日に限り、みやこ路快速を臨時停車させて乗客をさばいている。なお稲荷大社へは同駅の方が近い（徒歩すぐ）。

## 歴史

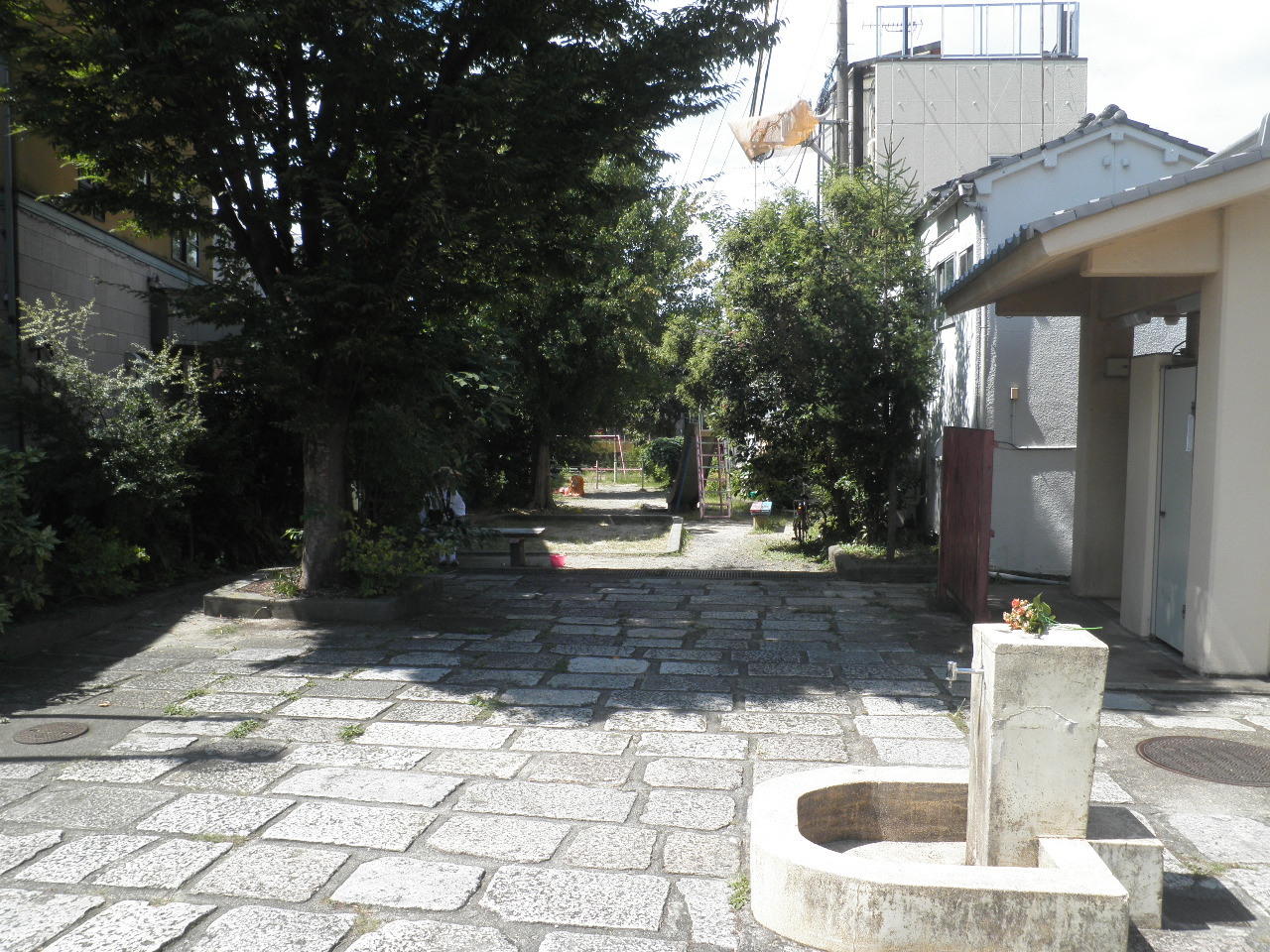
かつての市電稲荷線稲荷停留所付近の稲荷児童公園（この先に京阪との平面交差があった）

開業当時は伏見稲荷の表参道に近い現・龍谷大前深草駅が稲荷駅を称したが、当初の駅名にある新しい参道が神社に近かったことから1年経たない間にこちらが伏見稲荷の玄関口となった。非常に古い時期から伏見稲荷大社の千本鳥居にちなみ駅の柱を朱塗りにしていたが、太平洋戦争中の一時期、爆撃の目印になるとの理由で目立たない色に塗り替えられたことがある。
また、駅の南側にあった京都市電稲荷線との平面交差では1931年に800型（元琵琶湖鉄道汽船100形）801F2連の急行が木造の京都市電29号の側面に衝突して市電は全損廃車。1934年にも急行電車が京都市電の側面に衝突して20m以上引きずり死傷者20名以上を出す事故を起こした。1935年に「事故で廃車になった京都市電の事故車弁済として石山坂本線で使われていた80型 (初代)89号車が京都市電に引き渡された」とする記録もある。しかし、どちらの事故の代物弁済かは参考文献の鉄道誌によりそれぞれ1931年の事故、1934年の事故、と解説されており詳細は不明である。その後、大阪行き線路の駅ホームと伏見稲荷踏切の間と京都行き線路の平面交差と深草駅の間に脱線転轍機が設けられ、1960年3月には京阪電車が脱線して衝突を免れたことがあったが、1965年11月28日にも衝突事故が発生している。
平面交差では絶縁区間もあって特急電車も時速25kmに徐行し、ダイヤ上のネックの一つとなっていた。

### 年表
- 1910年（明治43年）
  - 4月15日：稲荷新道駅として開業[3]。
  - 12月16日：稲荷駅に改称[3]。
- 1916年（大正5年）4月1日：急行停車駅となる。
- 1928年（昭和3年）11月5日：濃霧により京都市電稲荷線と平面交差で衝突事故発生[4]。
- 1931年（昭和6年）7月19日：京都市電稲荷線と平面交差で衝突事故、負傷者多数・市電大破廃車[2]。
- 1934年（昭和9年）
  - 7月2日：京都市電稲荷線と平面交差で衝突事故、死傷者20名以上・市電大破廃車[2]。
  - 9月21日：室戸台風で停電と被災、同月24日列車運行再開[5]。
- 1935年（昭和10年）6月29日：鴨川水害で鴨川沿いを走る区間で駅舎ホーム倒壊・軌道流失破損などで運行不能、当駅には折り返し線が無いため深草駅(現・龍谷大前深草駅)-三条駅間が運休に、7月1日七条駅まで運転再開[6]。
- 1939年（昭和14年）12月25日：稲荷神社前駅に改称[3]。
- 1943年（昭和18年）10月1日：会社合併により京阪神急行電鉄（阪急電鉄）の駅となる。
- 1946年（昭和21年）2月15日：急行の運転が再開され急行停車駅[7]。
- 1948年（昭和23年）1月1日：先に官幣大社稲荷神社が伏見稲荷大社と改称したことに伴い、伏見稲荷駅に改称[3]。
- 1949年（昭和24年）
  - 8月1日：急行停車駅が整理され、急行通過駅になる[8]。
  - 12月1日：会社分離により京阪電気鉄道の駅となる。
- 1951年（昭和26年）4月2日：戦後一時期通過となっていた急行の停車を再開[9]。
- 1965年（昭和40年）11月28日：京都市電稲荷線と平面交差で信号機故障を原因とする衝突事故発生[2]。
- 1970年（昭和45年）4月1日：駅の南方の京都市電稲荷線と平面交差を稲荷線廃止に伴い廃止撤去。
- 1986年（昭和61年）6月：駅舎改築工事、ホーム屋根の延長工事が竣工[10]。
- 1987年（昭和62年）6月1日：8連化のためのホームを北側へ延伸、急行が8連化使用開始。
- 1989年（平成元年）4月：京都行きホームの屋根152m化[11]。
- 2001年（平成13年）10月18日：大阪行きホームに「オストメイト用流し」付き多目的トイレを設置。
- 2007年（平成19年）
  - 3月31日：伏見稲荷駅バリアフリー化工事完了（スロープ改良・車イス対応券売機・幅広自動改札機・点字運賃表と点字構内図、多目的トイレ、駅事務所にAED設置）[12]。
  - 12月：翌年の正月期に間に合うように、3代目おけいはんのCM撮影に使用される。
- 2008年（平成20年）10月19日：中之島線開業に伴うダイヤ改正により当駅停車の急行が大幅に減少し、準急停車駅とほぼ大差ない停車本数に。
- 2012年（平成24年）9月24日：ホーム異常通報装置を設置運用開始[13]。
- 2016年（平成28年）
  - 3月19日：ダイヤ改正で日中の普通電車の運用が無くなり、準急のみ停車する時間帯が生まれた。
  - 6月11日：自動定期券発行機を廃止（代替として深草駅に同日設置）[14]。
  - 10月31日：コンコースに旅客案内ディスプレーを設置[15]。
- 2017年（平成29年）
  - 4月5日：淀屋橋方面駅舎にいなり寿司専門店「伏見稲荷 千本いなり」がオープン[16]。
  - 12月22日：京阪の駅構内に外貨自動両替機を設置[17]。
  - 12月末：駅舎のリニューアル工事竣工使用開始[18][19]。

## 駅構造

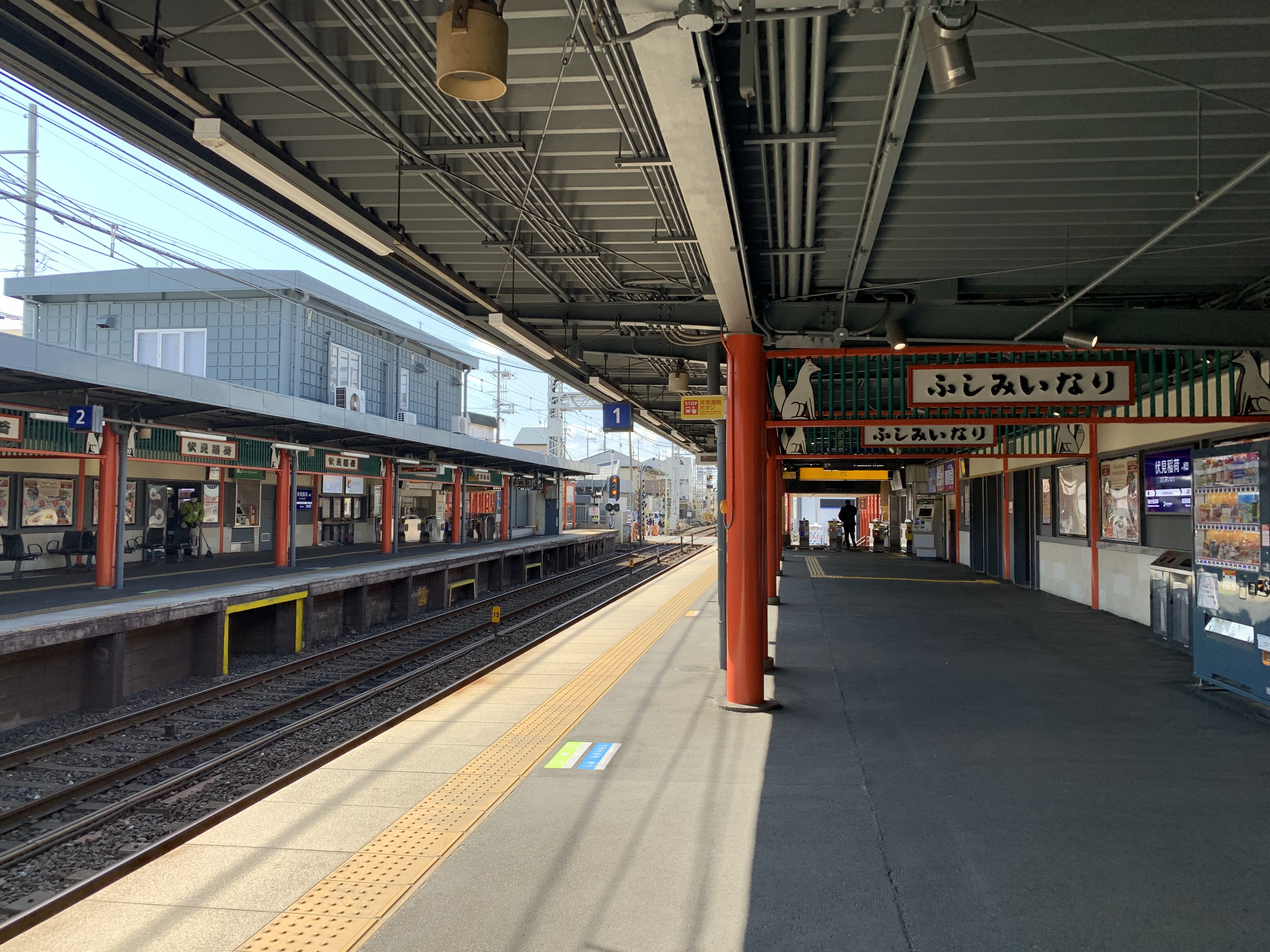
ホーム（2020年4月）

相対式2面2線のホームを持つ地上駅。上下ホーム別々に改札がある上に構内地下道が備えられていないため、改札内で互いのホームを行き来することはできない。上下線とも、通常改札口はホーム丹波橋寄りに、臨時改札口はホーム中ほどに設けられている。トイレは上下線ホームとも改札内にあり、下りホームにはオストメイト対応の多目的トイレも設置されている。駅のホームの柱や柵は朱色に塗られている。
2007年6月の運行管理システム更新に合わせる形で、急行停車駅では最も遅く詳細放送が導入された。同時にLED式列車案内も設置されている。
新たに2017年7月より駅のリニューアル工事に着手し、12月末に完成した。

### のりば
| 番線 | 路線      | 方向 | 行先                 |
| ---- | --------- | ---- | -------------------- |
| 1    | ■京阪本線 | 上り | 三条・出町柳方面     |
| 2    | ■京阪本線 | 下り | 淀屋橋・中之島線方面 |

付記事項
- 両ホームとも有効長は8両。
- 正月期間（特に正月三が日）は伏見稲荷大社への参拝客で激しい混雑となるため、臨時の切符売り場や改札口を設置して乗客をさばいている。

## 利用状況
近年の1日あたり利用客数の推移は下記の通り。
| 年度   | 乗降人員 | 乗車人員 |
| ------ | -------- | -------- |
| 2007年 | 6,375    | 3,194    |
| 2008年 | 6,328    | 3,260    |
| 2009年 | 5,677    | 2,874    |
| 2010年 | 5,825    | 2,915    |
| 2011年 | 6,888    | 3,415    |
| 2012年 | 5,723    | 2,866    |
| 2013年 | 6,205    | 3,266    |
| 2014年 | 8,285    | 4,301    |
| 2015年 | 10,192   | 5,333    |
| 2016年 | 9,862    | 4,737    |
| 2017年 | 11,166   | 6,107    |
| 2018年 | 11,726   | 6,126    |
| 2019年 | 13,314   | 7,115    |
| 2020年 | 4,066    | 2,088    |
| 2021年 | 3,954    | 1,970    |
| 2022年 | 7,773    | 3,945    |

## 駅周辺
- 伏見稲荷大社 全国にある稲荷神社の総本宮。
- 稲荷駅（JR奈良線） - 東へ徒歩5分ほど。
- 京都市立京都奏和高等学校
- 伏見稲荷郵便局
- 琵琶湖疏水

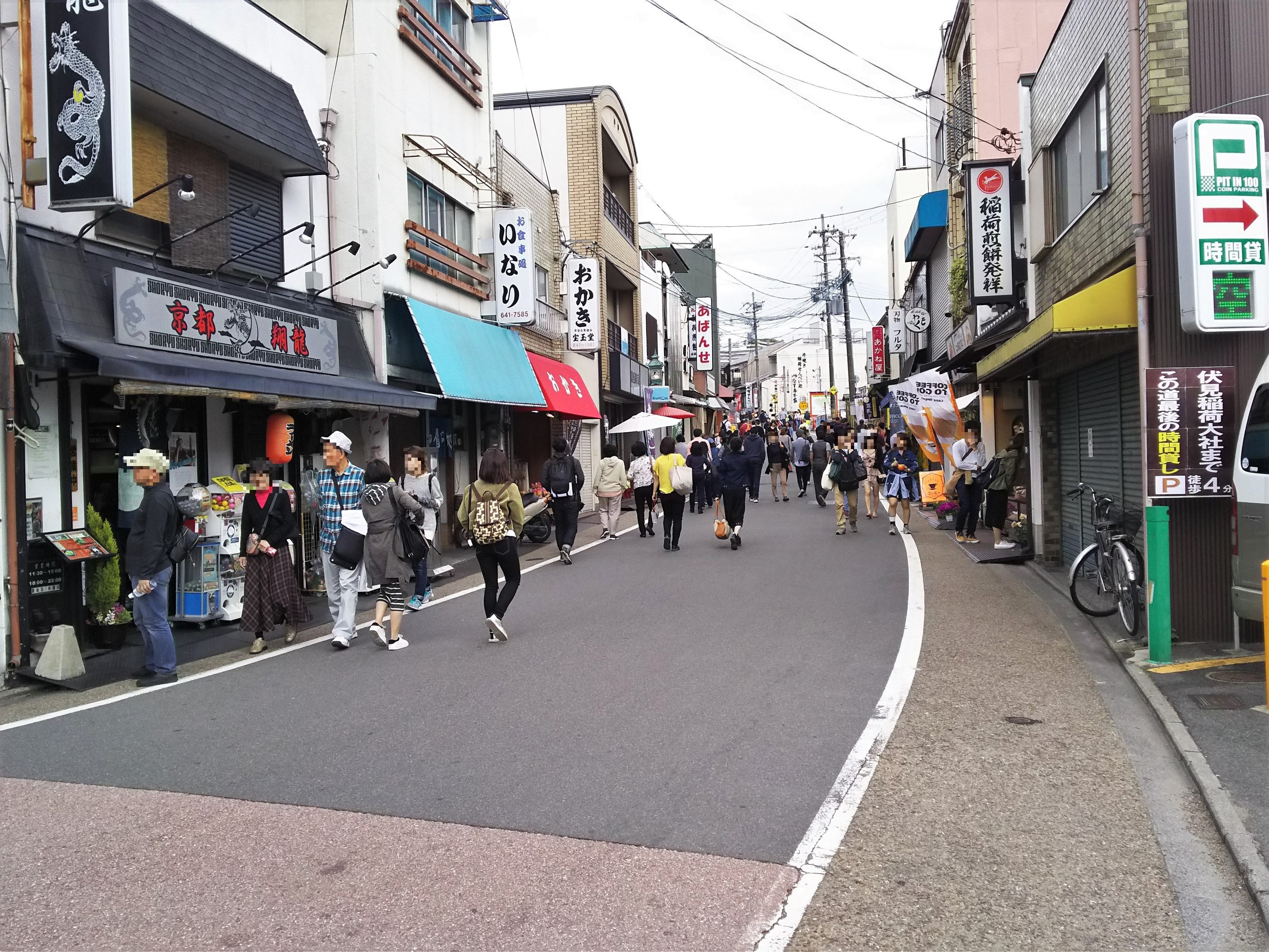
駅から伏見稲荷大社への道（2017年4月）
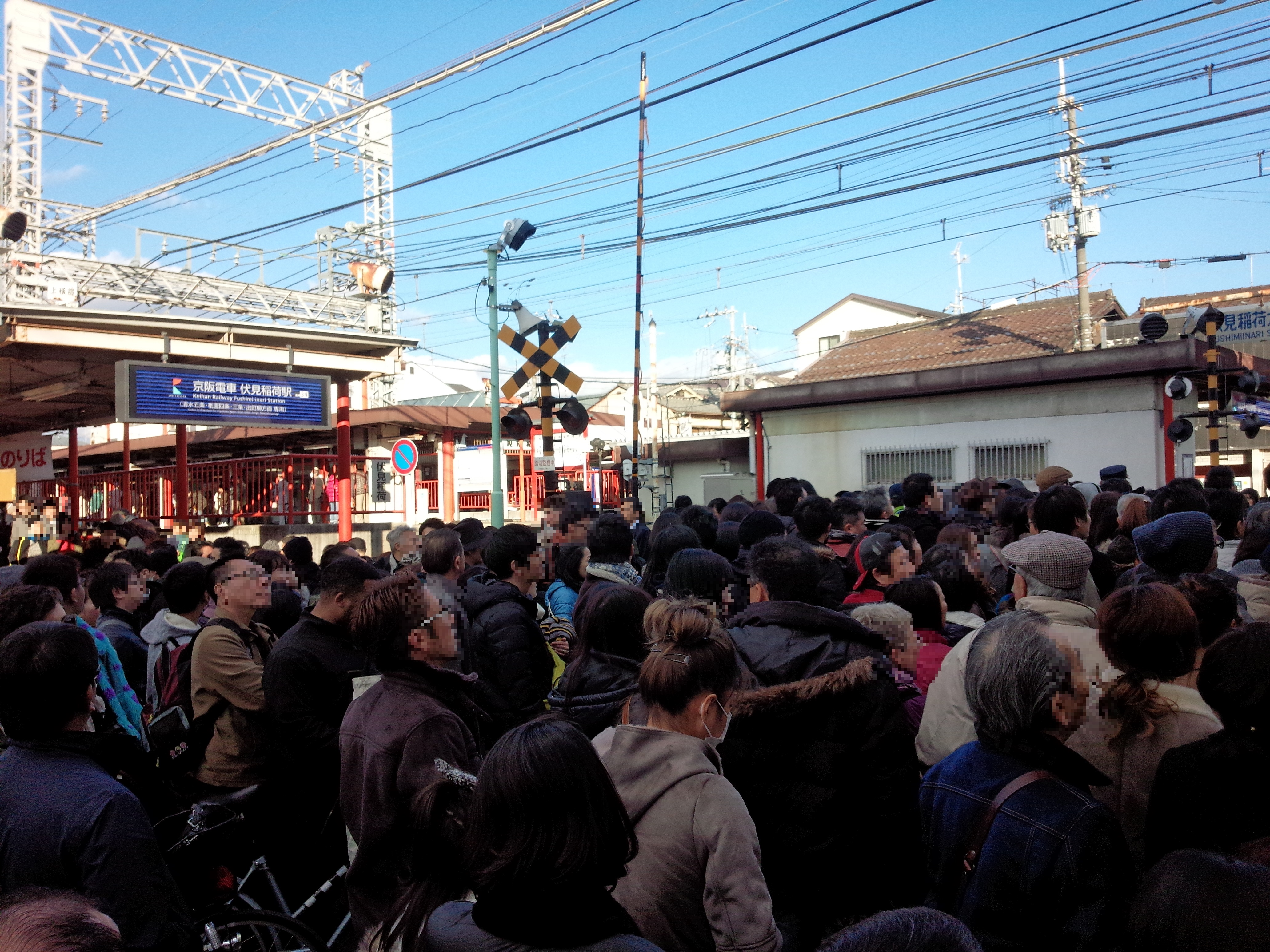
初詣客で混雑する駅前（2016年1月）

### バスのりば
京阪伏見稲荷駅前には、バス路線は乗り入れていない。
- 最寄バス停：京都市バス稲荷大社前

稲荷大社前
バス停は駅前すぐではなく、駅から50メートルほど西の師団街道沿いにある
- 京都市バス
  - 南5号系統：竹田駅東口・横大路車庫行／京都駅行
  - 急行105号系統：竹田駅東口・横大路車庫前行／京都駅前行

勧進橋
駅から750メートル西方の国道24号線上にある
- 京都市バス
  - 81系統：横大路車庫前／京都駅前行

## 隣の駅
京阪電気鉄道
京阪本線
■快速特急「洛楽」・□ライナー・■特急・■通勤快急・■快速急行
通過
■急行
丹波橋駅 (KH30) - 伏見稲荷駅 (KH34) - 七条駅 (KH37)
■通勤準急（平日朝下りのみ運転）・■準急・■普通
龍谷大前深草駅 (KH33) - 伏見稲荷駅 (KH34) - 鳥羽街道駅 (KH35)
- 括弧内は駅番号を示す。